# Хіазм
Хіа́зм (грец. χιασμός — хрестоподібне розташування у вигляді грецької літери Х) — вживаний у поезії мовностилістичний прийом, котрий полягає у переставленні головних членів речення (різновид інверсії) задля увиразнення віршованого мовлення:
 Кіптява свічка й ніж щербатий,

 червінна королева з карт.— Б.-І. Антонич
 Хитнувся ґвалт розбуджених церков,

 І, кинувшись од ватри стрімголов,

 Упав на степ бунтарських тіней кетяг.— М. Бажан
Подеколи трапляються і звукові хіазми як різновид анаграми, але в сув'язі з іншими засобами віршованої фоніки: «Зілляло лави і вали» (О. Стефанович).